# 蘆花島
座標: 北緯34度11分50秒 東経126度35分7.1秒 / 北緯34.19722度 東経126.585306度
蘆花島（ノファド、노화도）は、大韓民国全羅南道莞島郡の島。島全体で蘆花邑を構成する。人口5,991人、面積31.86平方キロメートル。アワビ養殖が盛んで、甫吉島、莞島との間に36キロメートルに及ぶ連島橋がある。